# Die Schildkröte und der Hase (Fabel)

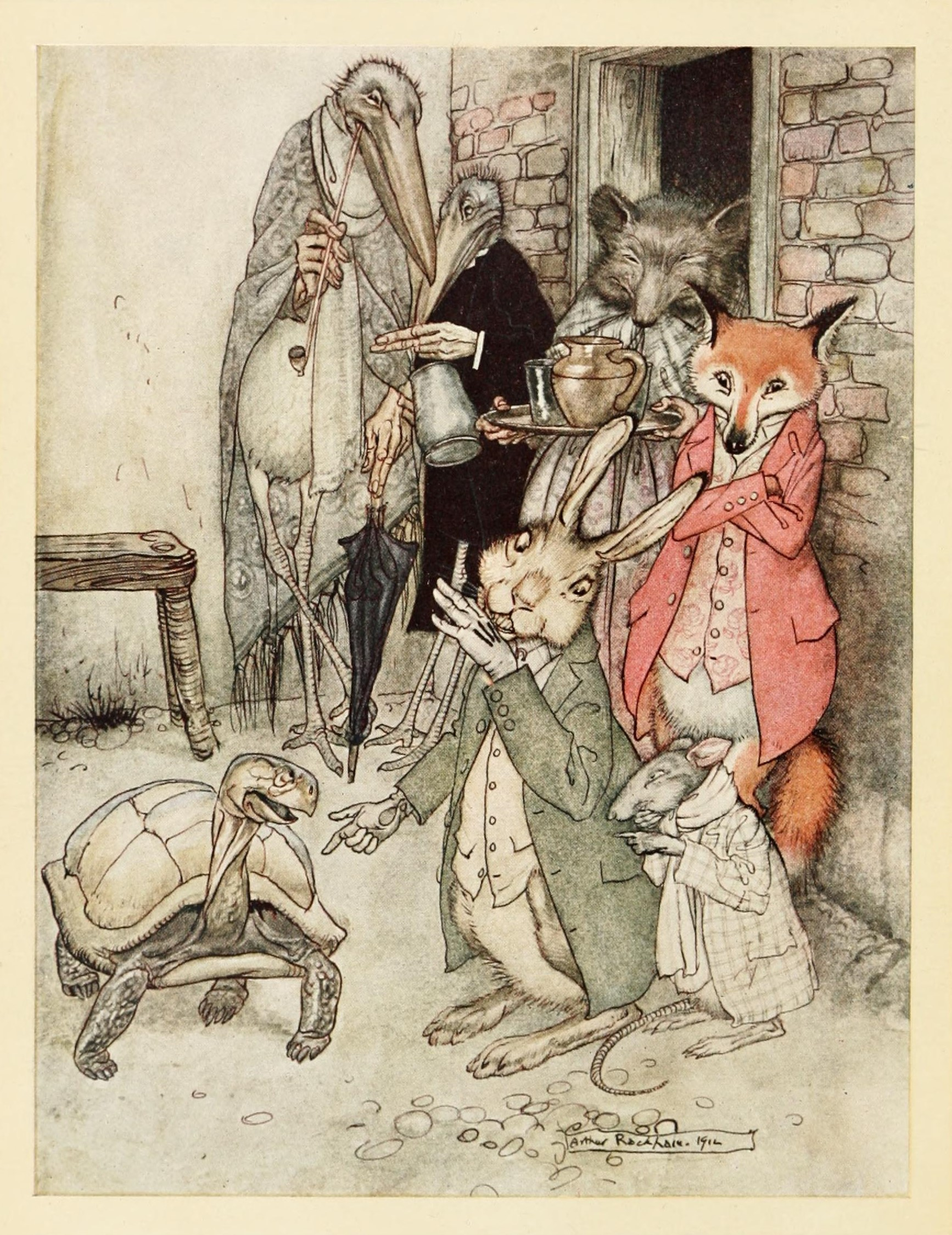
Arthur Rackham, The Hare and the Tortoise, Illustration, Ballantyne & Co., London 1912

Die Schildkröte und der Hase ist eine Fabel, die der altgriechische Fabeldichter Äsop schrieb. Im Perry-Index, einem Verzeichnis von Äsops Fabeln, hat die Fabel die Nummer 226.

## Handlung
In der Fabel gibt es einen Hasen, der eine langsame Schildkröte verhöhnt. Die Schildkröte fordert den Hasen daraufhin zu einem Rennen auf. Schnell ist der Hase weit vor der Schildkröte. Zuversichtlich, dass er das Rennen gewinnt, entscheidet sich der Hase, während des Rennens ein Nickerchen zu machen. Doch als der Hase aufwacht, findet er heraus, dass die Schildkröte, die langsam aber stetig ging, das Rennen gewonnen hat.
Eine spätere Version der Fabel von Jean de La Fontaine stimmt fast genau mit der Version Äsops überein, obwohl die Fabel umständlicher geschildert wurde.

## Deutungen
Wie in etlichen anderen Fabeln von Äsop ist die Moral der Fabel mehrdeutig. In der Antike wurde der törichte Übermut des Hasen betont. In einem alten griechischen Schreiben steht: Viele Menschen haben großartiges Können, das sie durch Faulheit verschwenden; wiederum kann man sich mit Beharrlichkeit, Besonnenheit und Zielstrebigkeit durchsetzen. Otto van Veen empfahl in Emblemata Amorum (1608) „Eile mit Weile“ (lateinisch: festina lente), was auf der Fabel beruht. In einem Bild ist ein junger Eros in einer Landschaft. Er zeigt auf die Schildkröte, während sie den schlafenden Hasen überholt. Unter dem Bild steht „Ausdauer gewinnt“. Auch spätere Auslegungen der Fabel behaupteten, die Lehre der Fabel sei „Eile mit Weile“ (z. B. Samuel Croxall), oder verknüpften die Fabel und das Zitat aus der Bibel „dass zum Laufen nicht hilft, schnell zu sein“ (Prediger 9.11).
In einer anderen Auslegung wurde die Schildkröte als mutig gelobt, weil sie den Verhöhnungen des Hasen widerstand.
Ab dem 19. Jahrhundert wurde die Fabel satirisch präsentiert. Das satirische Buch The Fables of Aesop translated into Human Nature (1857) (dt.: Die Fabeln Äsops in die menschliche Natur übersetzt) von Charles H. Bennett stellt den Hasen als Handwerker dar, der unter einem kapitalistischen Privatunternehmer leidet. Eine andere Version schrieb Lord Dunsany im Buch The True History of the Tortoise and the Hare (1915) (dt.: Die wahre Geschichte der Schildkröte und des Hasen). In dieser Geschichte bekommt der Hase mit, wie blöd die Herausforderung ist, und lehnt sie ab. Die sture Schildkröte läuft trotzdem zur Ziellinie und wird so zur schnelleren erklärt. Doch, wie Dunsany schrieb, „diese Version des Rennens ist nicht weit bekannt, weil die wenigsten Zeugen des Rennens den Waldbrand überlebten, der gleich nach dem Rennen ausbrach. Das Feuer wurde durch einen starken Wind in den Wald getragen. Der Hase, die Schildkröte und einige andere Tiere sah aus einem hohen, kahlen Hügel am Rand des Waldes den Brand. In Not setzten sie sich zusammen, um einen Boten auszusuchen, der die Tiere im Wald vor dem Brand warnen würde. Sie entschieden sich für die Schildkröte.“